# Inazuma Eleven Strikers
Inazuma Eleven Strikers (イナズマイレブンストライカ) é o quarto jogo da franquia Inazuma Eleven e é  disponível para Wii.E foi lançado em 16 de julho de 2011.

## Jogabilidade
Inazuma Eleven Strikers foi lançado na plataforma Wii, e é o primeiro jogo da série Inazuma Eleven  a ser lançado em uma plataforma diferente de DS. O jogo cobre a história da 1 ª temporada, a 3 ª temporada, embora personagens GO pode ser jogado em jogo. As novas características do jogo incluem personagens 3D de alta qualidade, e gráficos, e cada personagem ao chamar a sua técnica especial são totalmente dubladas por suas respectivas pessoas. Também a arte do jogo de GO é mais baseado fora do trabalho de arte do anime, ao invés de sua obra no jogo anterior do DS. Além disso, parece que há um novo sistema de jogo estão sendo introduzidos no Eleven Strikers que é o Inazuma no Wii, e agora você é capaz de mover de ambientes,personagens tudo em 3D.